# Varanus rasmusseni
Espèce
Statut CITES
Varanus rasmusseni est une espèce de sauriens de la famille des Varanidae.

## Répartition
Cette espèce est endémique de l'archipel de Sulu aux Philippines.

## Étymologie
Cette espèce est nommée en l'honneur de Jens Bodtker Rasmussen.

## Publication originale
- Koch, Gaulke & Böhme, 2010 : Unravelling the underestimated diversity of Philippine water monitor lizards (Squamata: Varanus salvator complex), with the description of two new species and a new subspecies. Zootaxa, n. 2446, p. 1–54.